# バレーボール2007/08Vチャレンジリーグ
バレーボール 2007/08 Vチャレンジリーグ（ばれーぼーる 2007/08 ぶいちゃれんじりーぐ）は、2008年1月12日から2008年3月23日にかけて行われたVチャレンジリーグの大会である。

## 概要

### 日程
- 男子: 2008年1月12日 - 2008年3月23日
- 女子: 2008年1月19日 - 2008年3月9日

### 試合方法
2回戦総当たりのリーグ戦を行い、優勝チームを決定する。

## 男子

### 参加チーム
| 前回順位 | チーム名                   | 備考               |
| -------- | -------------------------- | ------------------ |
| 1        | FC東京                     |                    |
| 2        | 東京ヴェルディ             |                    |
| 3        | ジェイテクトSTINGS         |                    |
| 4        | つくばユナイテッドSun GAIA |                    |
| 5        | 富士通                     |                    |
| 6        | 警視庁                     |                    |
| 7        | 大同特殊鋼レッドスター     |                    |
| 8        | 近畿クラブスフィーダ       |                    |
| 9        | トヨタ自動車               |                    |
| -        | 阪神デルフィーノ           | 地域リーグより昇格 |

### レギュラーラウンド

#### 1月12日
| #601 | 2008年1月12日 12:00 |                            |                       |                              |                                                              |
| #601 | 2008年1月12日 12:00 | ジェイテクトSTINGS （1勝） | 3 - 0 (25-18) (25-19) | 近畿クラブスフィーダ （1敗） | 大同特殊鋼体育館 観客数: 180人 主審: 高橋弘二 副審: 丹羽敏彰 |
| #601 | 2008年1月12日 12:00 |                            |                       |                              | 大同特殊鋼体育館 観客数: 180人 主審: 高橋弘二 副審: 丹羽敏彰 |

| #602 | 2008年1月12日 13:50 |                                    |                                              |                                |                                                              |
| #602 | 2008年1月12日 13:50 | つくばユナイテッドSun GAIA （1勝） | 3 - 2 (21-25) (22-25) (25-18) (26-24) (15-9) | 大同特殊鋼レッドスター （1敗） | 大同特殊鋼体育館 観客数: 380人 主審: 中島俊昌 副審: 浅見靖人 |
| #602 | 2008年1月12日 13:50 |                                    |                                              |                                | 大同特殊鋼体育館 観客数: 380人 主審: 中島俊昌 副審: 浅見靖人 |

| #603 | 2008年1月12日 16:41 |                |                                               |                |                                                            |
| #603 | 2008年1月12日 16:41 | 警視庁 （1勝） | 3 - 2 (24-26) (23-25) (25-253 (25-15) (16-14) | 富士通 （1敗） | 大同特殊鋼体育館 観客数: 155人 主審: 柘植知則 副審: 岡谷仁 |
| #603 | 2008年1月12日 16:41 |                |                                               |                | 大同特殊鋼体育館 観客数: 155人 主審: 柘植知則 副審: 岡谷仁 |

| #604 | 2008年1月12日 13:00 |                          |                               |                |                                                              |
| #604 | 2008年1月12日 13:00 | 阪神デルフィーノ （1敗） | 0 - 3 (22-25) (18-25) (23-25) | FC東京 （1勝） | 立川市泉市民体育館 観客数: 350人 主審: 三見洋子 副審: 田中啓 |
| #604 | 2008年1月12日 13:00 |                          |                               |                | 立川市泉市民体育館 観客数: 350人 主審: 三見洋子 副審: 田中啓 |

| #605 | 2008年1月12日 15:05 |                        |                               |                      |                                                                |
| #605 | 2008年1月12日 15:05 | 東京ヴェルディ （1勝） | 3 - 0 (25-17) (26-24) (29-27) | トヨタ自動車 （1敗） | 立川市泉市民体育館 観客数: 250人 主審: 浅井唯由 副審: 古川浩洋 |
| #605 | 2008年1月12日 15:05 |                        |                               |                      | 立川市泉市民体育館 観客数: 250人 主審: 浅井唯由 副審: 古川浩洋 |

#### 1月13日
| #606 | 2008年1月13日 11:00 |                |                                       |                                       |                                                                |
| #606 | 2008年1月13日 11:00 | 警視庁 （2勝） | 3 - 1 (28-26) (25-18) (19-25) (25-23) | つくばユナイテッドSun GAIA （1勝1敗） | 大同特殊鋼体育館 観客数: 190人 主審: 高橋弘二 副審: 石川三津春 |
| #606 | 2008年1月13日 11:00 |                |                                       |                                       | 大同特殊鋼体育館 観客数: 190人 主審: 高橋弘二 副審: 石川三津春 |

| #607 | 2008年1月13日 13:36 |                                 |                               |                |                                                              |
| #607 | 2008年1月13日 13:36 | 近畿クラブスフィーダ （1勝1敗） | 3 - 0 (25-22) (25-21) (25-23) | 富士通 （2敗） | 大同特殊鋼体育館 観客数: 295人 主審: 戸川太輔 副審: 山本和志 |
| #607 | 2008年1月13日 13:36 |                                 |                               |                | 大同特殊鋼体育館 観客数: 295人 主審: 戸川太輔 副審: 山本和志 |

| #608 | 2008年1月13日 15:41 |                            |                               |                                |                                                              |
| #608 | 2008年1月13日 15:41 | ジェイテクトSTINGS （2勝） | 3 - 0 (25-22) (30-28) (25-21) | 大同特殊鋼レッドスター （2敗） | 大同特殊鋼体育館 観客数: 430人 主審: 浅見靖人 副審: 河瀬浩明 |
| #608 | 2008年1月13日 15:41 |                            |                               |                                | 大同特殊鋼体育館 観客数: 430人 主審: 浅見靖人 副審: 河瀬浩明 |

| #609 | 2008年1月13日 12:00 |                          |                                       |                        |                                                              |
| #609 | 2008年1月13日 12:00 | 阪神デルフィーノ （2敗） | 1 - 3 (20-25) (18-25) (25-21) (17-25) | 東京ヴェルディ （2勝） | 立川市泉市民体育館 観客数: 150人 主審: 三見洋子 副審: 中村中 |
| #609 | 2008年1月13日 12:00 |                          |                                       |                        | 立川市泉市民体育館 観客数: 150人 主審: 三見洋子 副審: 中村中 |

| #610 | 2008年1月13日 14:10 |                      |                               |                |                                                              |
| #610 | 2008年1月13日 14:10 | トヨタ自動車 （2敗） | 0 - 3 (13-25) (14-25) (23-25) | FC東京 （2勝） | 立川市泉市民体育館 観客数: 320人 主審: 浅井唯由 副審: 石岡仁 |
| #610 | 2008年1月13日 14:10 |                      |                               |                | 立川市泉市民体育館 観客数: 320人 主審: 浅井唯由 副審: 石岡仁 |

#### 1月19日
| #611 | 2008年1月19日 12:00 |                               |                               |                |                                                            |
| #611 | 2008年1月19日 12:00 | ジェイテクトSTINGS （2勝1敗） | 0 - 3 (23-25) (29-31) (16-25) | 警視庁 （3勝） | 潮田公園体育館 観客数: 360人 主審: 千代延靖夫 副審: 左近悟 |
| #611 | 2008年1月19日 12:00 |                               |                               |                | 潮田公園体育館 観客数: 360人 主審: 千代延靖夫 副審: 左近悟 |

| #612 | 2008年1月19日 14:00 |                                       |                               |                |                                                            |
| #612 | 2008年1月19日 14:00 | つくばユナイテッドSun GAIA （2勝1敗） | 3 - 0 (27-25) (25-20) (28-26) | 富士通 （3敗） | 潮田公園体育館 観客数: 380人 主審: 柘植知則 副審: 佐野裕基 |
| #612 | 2008年1月19日 14:00 |                                       |                               |                | 潮田公園体育館 観客数: 380人 主審: 柘植知則 副審: 佐野裕基 |

| #613 | 2008年1月19日 16:00 |                             |                                       |                      |                                                          |
| #613 | 2008年1月19日 16:00 | 阪神デルフィーノ （1勝2敗） | 3 - 2 (25-23) (21-25) (20-25) (17-15) | トヨタ自動車 （3敗） | 潮田公園体育館 観客数: 380人 主審: 中島俊昌 副審: 左近悟 |
| #613 | 2008年1月19日 16:00 |                             |                                       |                      | 潮田公園体育館 観客数: 380人 主審: 中島俊昌 副審: 左近悟 |

| #614 | 2008年1月19日 13:00 |                                 |                               |                |                                                              |
| #614 | 2008年1月19日 13:00 | 近畿クラブスフィーダ （1勝2敗） | 0 - 3 (10-25) (26-28) (19-25) | FC東京 （3勝） | 唐津市文化体育館 観客数: 266人 主審: 溝口正勝 副審: 荒木直之 |
| #614 | 2008年1月19日 13:00 |                                 |                               |                | 唐津市文化体育館 観客数: 266人 主審: 溝口正勝 副審: 荒木直之 |

| #615 | 2008年1月19日 15:00 |                                |                                       |                        |                                                              |
| #615 | 2008年1月19日 15:00 | 大同特殊鋼レッドスター （3敗） | 1 - 3 (25-20) (22-25) (19-25) (20-25) | 東京ヴェルディ （3勝） | 唐津市文化体育館 観客数: 287人 主審: 須藤義宏 副審: 横田健二 |
| #615 | 2008年1月19日 15:00 |                                |                                       |                        | 唐津市文化体育館 観客数: 287人 主審: 須藤義宏 副審: 横田健二 |

#### 1月20日
| #616 | 2008年1月20日 11:00 |                               |                                               |                |                                                          |
| #616 | 2008年1月20日 11:00 | ジェイテクトSTINGS （3勝1敗） | 3 - 2 (21-25) (22-25) (25-20) (25-23) (15-11) | 富士通 （4敗） | 潮田公園体育館 観客数: 490人 主審: 中島俊昌 副審: 左近悟 |
| #616 | 2008年1月20日 11:00 |                               |                                               |                | 潮田公園体育館 観客数: 490人 主審: 中島俊昌 副審: 左近悟 |

| #617 | 2008年1月20日 13:41 |                             |                               |                                       |                                                              |
| #617 | 2008年1月20日 13:41 | 阪神デルフィーノ （1勝3敗） | 0 - 3 (10-25) (23-25) (15-25) | つくばユナイテッドSun GAIA （3勝1敗） | 潮田公園体育館 観客数: 490人 主審: 柘植知則 副審: 山元安佳根 |
| #617 | 2008年1月20日 13:41 |                             |                               |                                       | 潮田公園体育館 観客数: 490人 主審: 柘植知則 副審: 山元安佳根 |

| #618 | 2008年1月20日 15:23 |                |                               |                      |                                                            |
| #618 | 2008年1月20日 15:23 | 警視庁 （4勝） | 3 - 0 (25-15) (25-20) (25-21) | トヨタ自動車 （4敗） | 潮田公園体育館 観客数: 490人 主審: 千代延靖夫 副審: 左近悟 |
| #618 | 2008年1月20日 15:23 |                |                               |                      | 潮田公園体育館 観客数: 490人 主審: 千代延靖夫 副審: 左近悟 |

| #619 | 2008年1月20日 12:00 |                                |                               |                |                                                              |
| #619 | 2008年1月20日 12:00 | 大同特殊鋼レッドスター （4敗） | 0 - 3 (21-25) (19-25) (18-25) | FC東京 （4勝） | 唐津市文化体育館 観客数: 455人 主審: 須藤義宏 副審: 森田英樹 |
| #619 | 2008年1月20日 12:00 |                                |                               |                | 唐津市文化体育館 観客数: 455人 主審: 須藤義宏 副審: 森田英樹 |

| #620 | 2008年1月20日 14:03 |                                 |                               |                        |                                                              |
| #620 | 2008年1月20日 14:03 | 近畿クラブスフィーダ （1勝3敗） | 0 - 3 (21-25) (22-25) (17-25) | 東京ヴェルディ （4勝） | 唐津市文化体育館 観客数: 675人 主審: 横田健二 副審: 荒木直之 |
| #620 | 2008年1月20日 14:03 |                                 |                               |                        | 唐津市文化体育館 観客数: 675人 主審: 横田健二 副審: 荒木直之 |

#### 1月26日
| #621 | 2008年1月26日 12:00 |                               |                                               |                                  |                                                            |
| #621 | 2008年1月26日 12:00 | ジェイテクトSTINGS （3勝2敗） | 2 - 3 (18-25) (25-23) (22-25) (28-26) (12-15) | つくばユナイテッドSUN （4勝1敗） | 長岡市北部体育館 観客数: 500人 主審: 江下毅 副審: 大野荘衛 |
| #621 | 2008年1月26日 12:00 |                               |                                               |                                  | 長岡市北部体育館 観客数: 500人 主審: 江下毅 副審: 大野荘衛 |

| #622 | 2008年1月26日 14:48 |                      |                               |                                   |                                                              |
| #622 | 2008年1月26日 14:48 | トヨタ自動車 （5敗） | 1 - 3 (25-23) (17-25) (11-25) | 大同特殊鋼レッドスター （1勝4敗） | 長岡市北部体育館 観客数: 450人 主審: 高野淳志 副審: 上村君男 |
| #622 | 2008年1月26日 14:48 |                      |                               |                                   | 長岡市北部体育館 観客数: 450人 主審: 高野淳志 副審: 上村君男 |

| #623 | 2008年1月26日 16:57 |                                 |                                       |                             |                                                              |
| #623 | 2008年1月26日 16:57 | 近畿クラブスフィーダ （1勝4敗） | 1 - 3 (23-25) (25-21) (20-25) (21-25) | 阪神デルフィーノ （2勝3敗） | 長岡市北部体育館 観客数: 400人 主審: 中島俊昌 副審: 船山久尚 |
| #623 | 2008年1月26日 16:57 |                                 |                                       |                             | 長岡市北部体育館 観客数: 400人 主審: 中島俊昌 副審: 船山久尚 |

| #624 | 2008年1月26日 13:00 |                |                               |                   |                                                                    |
| #624 | 2008年1月26日 13:00 | FC東京 （5勝） | 3 - 0 (25-22) (27-25) (25-20) | 警視庁 （4勝1敗） | 江戸川区スポーツセンター 観客数: 520人 主審: 大澤正弘 副審: 石井仁 |
| #624 | 2008年1月26日 13:00 |                |                               |                   | 江戸川区スポーツセンター 観客数: 520人 主審: 大澤正弘 副審: 石井仁 |

| #625 | 2008年1月26日 15:00 |                        |                                       |                |                                                                      |
| #625 | 2008年1月26日 15:00 | 東京ヴェルディ （5勝） | 3 - 1 (25-18) (25-22) (26-28) (25-20) | 富士通 （5敗） | 江戸川区スポーツセンター 観客数: 300人 主審: 丸山道博 副審: 饗庭和恵 |
| #625 | 2008年1月26日 15:00 |                        |                                       |                | 江戸川区スポーツセンター 観客数: 300人 主審: 丸山道博 副審: 饗庭和恵 |

#### 1月27日
| #626 | 2008年1月27日 11:00 |                      |                               |                                       |                                                            |
| #626 | 2008年1月27日 11:00 | トヨタ自動車 （6敗） | 0 - 3 (21-25) (16-25) (21-25) | つくばユナイテッドSun GAIA （5勝1敗） | 長岡市北部体育館 観客数: 400人 主審: 江下毅 副審: 川瀬敏裕 |
| #626 | 2008年1月27日 11:00 |                      |                               |                                       | 長岡市北部体育館 観客数: 400人 主審: 江下毅 副審: 川瀬敏裕 |

| #627 | 2008年1月27日 13:00 |                                 |                               |                                   |                                                              |
| #627 | 2008年1月27日 13:00 | 近畿クラブスフィーダ （1勝5敗） | 0 - 3 (21-25) (23-25) (15-25) | 大同特殊鋼レッドスター （2勝4敗） | 長岡市北部体育館 観客数: 350人 主審: 中島俊昌 副審: 野村行範 |
| #627 | 2008年1月27日 13:00 |                                 |                               |                                   | 長岡市北部体育館 観客数: 350人 主審: 中島俊昌 副審: 野村行範 |

| #628 | 2008年1月27日 15:00 |                               |                               |                             |                                                              |
| #628 | 2008年1月27日 15:00 | ジェイテクトSTINGS （4勝2敗） | 3 - 0 (25-15) (25-21) (25-19) | 阪神デルフィーノ （2勝4敗） | 長岡市北部体育館 観客数: 350人 主審: 高野淳志 副審: 赤川孝義 |
| #628 | 2008年1月27日 15:00 |                               |                               |                             | 長岡市北部体育館 観客数: 350人 主審: 高野淳志 副審: 赤川孝義 |

| #629 | 2008年1月27日 12:00 |                   |                                       |                        |                                                                      |
| #629 | 2008年1月27日 12:00 | 警視庁 （4勝2敗） | 1 - 3 (25-20) (21-25) (20-25) (22-25) | 東京ヴェルディ （6勝） | 江戸川区スポーツセンター 観客数: 350人 主審: 丸山道博 副審: 七澤公仁 |
| #629 | 2008年1月27日 12:00 |                   |                                       |                        | 江戸川区スポーツセンター 観客数: 350人 主審: 丸山道博 副審: 七澤公仁 |

| #630 | 2008年1月27日 14:15 |                |                                               |                |                                                                      |
| #630 | 2008年1月27日 14:15 | FC東京 （6勝） | 3 - 2 (25-22) (25-19) (20-25) (27-29) (15-13) | 富士通 （6敗） | 江戸川区スポーツセンター 観客数: 470人 主審: 大澤正弘 副審: 及川千春 |
| #630 | 2008年1月27日 14:15 |                |                                               |                | 江戸川区スポーツセンター 観客数: 470人 主審: 大澤正弘 副審: 及川千春 |

#### 2月2日
この日の試合はセントラル方式で行われ、コート2面同時進行で行われた。
| #631 | 2008年2月2日 12:00 |                                   |                               |                |                                                          |
| #631 | 2008年2月2日 12:00 | 大同特殊鋼レッドスター （2勝5敗） | 0 - 3 (20-25) (21-25) (17-25) | FC東京 （7勝） | 東京体育館 観客数: 1,120人 主審: 濱中昌志 副審: 中里明啓 |
| #631 | 2008年2月2日 12:00 |                                   |                               |                | 東京体育館 観客数: 1,120人 主審: 濱中昌志 副審: 中里明啓 |

| #632 | 2008年2月2日 14:30 |                   |                               |                        |                                                        |
| #632 | 2008年2月2日 14:30 | 警視庁 （4勝3敗） | 0 - 3 (17-25) (23-25) (21-25) | 東京ヴェルディ （7勝） | 東京体育館 観客数: 1,500人 主審: 新田浩幸 副審: 石岡仁 |
| #632 | 2008年2月2日 14:30 |                   |                               |                        | 東京体育館 観客数: 1,500人 主審: 新田浩幸 副審: 石岡仁 |

| #633 | 2008年2月2日 17:00 |                               |                               |                             |                                                        |
| #633 | 2008年2月2日 17:00 | ジェイテクトSTINGS （5勝2敗） | 3 - 0 (25-17) (25-21) (25-20) | 阪神デルフィーノ （2勝5敗） | 東京体育館 観客数: 1,100人 主審: 仲博史 副審: 中里明啓 |
| #633 | 2008年2月2日 17:00 |                               |                               |                             | 東京体育館 観客数: 1,100人 主審: 仲博史 副審: 中里明啓 |

| #634 | 2008年2月2日 12:00 |                      |                               |                                       |                                                            |
| #634 | 2008年2月2日 12:00 | トヨタ自動車 （7敗） | 0 - 3 (17-25) (15-25) (20-25) | つくばユナイテッドSun GAIA （6勝1敗） | 東京体育館 観客数: 1,120人 主審: 小野沢一宏 副審: 饗庭和恵 |
| #634 | 2008年2月2日 12:00 |                      |                               |                                       | 東京体育館 観客数: 1,120人 主審: 小野沢一宏 副審: 饗庭和恵 |

| #635 | 2008年2月2日 14:30 |                                 |                                       |                   |                                                          |
| #635 | 2008年2月2日 14:30 | 近畿クラブスフィーダ （1勝6敗） | 1 - 3 (21-25) (25-22) (25-27) (21-25) | 富士通 （1勝6敗） | 東京体育館 観客数: 1,500人 主審: 浅見靖人 副審: 田中利昭 |
| #635 | 2008年2月2日 14:30 |                                 |                                       |                   | 東京体育館 観客数: 1,500人 主審: 浅見靖人 副審: 田中利昭 |

#### 2月3日
この日の試合はセントラル方式で行われ、コート2面同時進行で行われた。
| #636 | 2008年2月3日 12:00 |                      |                               |                               |                                                          |
| #636 | 2008年2月3日 12:00 | トヨタ自動車 （8敗） | 0 - 3 (20-25) (19-25) (15-25) | ジェイテクトSTINGS （6勝2敗） | 東京体育館 観客数: 700人 主審: 浅井唯由 副審: 小野沢一宏 |
| #636 | 2008年2月3日 12:00 |                      |                               |                               | 東京体育館 観客数: 700人 主審: 浅井唯由 副審: 小野沢一宏 |

| #637 | 2008年2月3日 14:30 |                                   |                                       |                   |                                                          |
| #637 | 2008年2月3日 14:30 | 大同特殊鋼レッドスター （2勝6敗） | 1 - 3 (18-25) (20-25) (25-19) (17-25) | 警視庁 （5勝3敗） | 東京体育館 観客数: 1,100人 主審: 中島俊昌 副審: 田中利昭 |
| #637 | 2008年2月3日 14:30 |                                   |                                       |                   | 東京体育館 観客数: 1,100人 主審: 中島俊昌 副審: 田中利昭 |

| #638 | 2008年2月3日 17:00 |                                       |                               |                                 |                                                      |
| #638 | 2008年2月3日 17:00 | つくばユナイテッドSun GAIA （7勝1敗） | 3 - 0 (25-20) (25-22) (25-20) | 近畿クラブスフィーダ （1勝7敗） | 東京体育館 観客数: 900人 主審: 仲博史 副審: 浅井唯由 |
| #638 | 2008年2月3日 17:00 |                                       |                               |                                 | 東京体育館 観客数: 900人 主審: 仲博史 副審: 浅井唯由 |

| #639 | 2008年2月3日 14:55 |                             |                               |                   |                                                          |
| #639 | 2008年2月3日 14:55 | 阪神デルフィーノ （2勝6敗） | 0 - 3 (15-25) (14-25) (19-25) | 富士通 （2勝6敗） | 東京体育館 観客数: 1,100人 主審: 佐々木功 副審: 古川浩洋 |
| #639 | 2008年2月3日 14:55 |                             |                               |                   | 東京体育館 観客数: 1,100人 主審: 佐々木功 副審: 古川浩洋 |

| #640 | 2008年2月3日 17:00 |                |                               |                           |                                                        |
| #640 | 2008年2月3日 17:00 | FC東京 （8勝） | 3 - 0 (25-22) (26-24) (25-18) | 東京ヴェルディ （7勝1敗） | 東京体育館 観客数: 900人 主審: 浅見靖人 副審: 新田浩幸 |
| #640 | 2008年2月3日 17:00 |                |                               |                           | 東京体育館 観客数: 900人 主審: 浅見靖人 副審: 新田浩幸 |

#### 2月16日
| #641 | 2008年2月16日 12:00 |                                   |                                       |                   |                                                              |
| #641 | 2008年2月16日 12:00 | 大同特殊鋼レッドスター （2勝7敗） | 1 - 3 (25-21) (19-25) (17-25) (22-25) | 富士通 （3勝6敗） | 諫早市小野体育館 観客数: 550人 主審: 山本晋五 副審: 大場俊郎 |
| #641 | 2008年2月16日 12:00 |                                   |                                       |                   | 諫早市小野体育館 観客数: 550人 主審: 山本晋五 副審: 大場俊郎 |

| #642 | 2008年2月16日 14:19 |                                 |                               |                      |                                                            |
| #642 | 2008年2月16日 14:19 | 近畿クラブスフィーダ （2勝7敗） | 3 - 0 (25-13) (25-17) (25-16) | トヨタ自動車 （9敗） | 諫早市小野体育館 観客数: 620人 主審: 岩永正博 副審: 森勇雄 |
| #642 | 2008年2月16日 14:19 |                                 |                               |                      | 諫早市小野体育館 観客数: 620人 主審: 岩永正博 副審: 森勇雄 |

| #643 | 2008年2月16日 16:00 |                             |                               |                   |                                                                |
| #643 | 2008年2月16日 16:00 | 阪神デルフィーノ （2勝7敗） | 0 - 3 (21-25) (17-25) (18-25) | 警視庁 （6勝3敗） | 諫早市小野体育館 観客数: 230人 主審: 柘植知則 副審: 稲田秀一朗 |
| #643 | 2008年2月16日 16:00 |                             |                               |                   | 諫早市小野体育館 観客数: 230人 主審: 柘植知則 副審: 稲田秀一朗 |

| #644 | 2008年2月16日 13:00 |                |                       |                                       |                                                              |
| #644 | 2008年2月16日 13:00 | FC東京 （9勝） | 3 - 0 (25-20) (25-23) | つくばユナイテッドSun GAIA （7勝2敗） | 高松市香川総合体育館 観客数: 135人 主審: 藤田航 副審: 小川浩 |
| #644 | 2008年2月16日 13:00 |                |                       |                                       | 高松市香川総合体育館 観客数: 135人 主審: 藤田航 副審: 小川浩 |

| #645 | 2008年2月16日 15:00 |                               |                                               |                           |                                                                  |
| #645 | 2008年2月16日 15:00 | ジェイテクトSTINGS （6勝3敗） | 2 - 3 (27-25) (22-25) (23-25) (25-19) (13-15) | 東京ヴェルディ （8勝1敗） | 高松市香川総合体育館 観客数: 300人 主審: 浅井唯由 副審: 多田俊昭 |
| #645 | 2008年2月16日 15:00 |                               |                                               |                           | 高松市香川総合体育館 観客数: 300人 主審: 浅井唯由 副審: 多田俊昭 |

#### 2月17日
| #646 | 2008年2月17日 11:00 |                       |                               |                   |                                                              |
| #646 | 2008年2月17日 11:00 | トヨタ自動車 （10敗） | 0 - 3 (12-25) (17-25) (19-25) | 富士通 （4勝6敗） | 佐世保市体育文化館 観客数: 460人 主審: 山本晋五 副審: 辻純也 |
| #646 | 2008年2月17日 11:00 |                       |                               |                   | 佐世保市体育文化館 観客数: 460人 主審: 山本晋五 副審: 辻純也 |

| #647 | 2008年2月17日 13:00 |                                 |                               |                   |                                                                |
| #647 | 2008年2月17日 13:00 | 近畿クラブスフィーダ （2勝8敗） | 0 - 3 (20-25) (22-25) (19-25) | 警視庁 （7勝3敗） | 佐世保市体育文化館 観客数: 550人 主審: 柘植知則 副審: 平野智也 |
| #647 | 2008年2月17日 13:00 |                                 |                               |                   | 佐世保市体育文化館 観客数: 550人 主審: 柘植知則 副審: 平野智也 |

| #648 | 2008年2月17日 15:00 |                                   |                                       |                             |                                                                |
| #648 | 2008年2月17日 15:00 | 大同特殊鋼レッドスター （3勝7敗） | 3 - 1 (25-16) (28-26) (23-25) (26-24) | 阪神デルフィーノ （2勝8敗） | 佐世保市体育文化館 観客数: 600人 主審: 今鹿倉隆 副審: 石隈孝典 |
| #648 | 2008年2月17日 15:00 |                                   |                                       |                             | 佐世保市体育文化館 観客数: 600人 主審: 今鹿倉隆 副審: 石隈孝典 |

| #649 | 2008年2月17日 12:00 |                 |                              |                               |                                                                  |
| #649 | 2008年2月17日 12:00 | FC東京 （10勝） | 3 - 0 (25-18) (25-7) (26-24) | ジェイテクトSTINGS （6勝4敗） | 高松市香川総合体育館 観客数: 450人 主審: 浅井唯由 副審: 多田俊昭 |
| #649 | 2008年2月17日 12:00 |                 |                              |                               | 高松市香川総合体育館 観客数: 450人 主審: 浅井唯由 副審: 多田俊昭 |

| #650 | 2008年2月17日 14:00 |                           |                                       |                                       |                                                              |
| #650 | 2008年2月17日 14:00 | 東京ヴェルディ （8勝2敗） | 1 - 3 (28-26) (16-25) (22-25) (25-27) | つくばユナイテッドSun GAIA （8勝2敗） | 高松市香川総合体育館 観客数: 470人 主審: 藤田航 副審: 小川浩 |
| #650 | 2008年2月17日 14:00 |                           |                                       |                                       | 高松市香川総合体育館 観客数: 470人 主審: 藤田航 副審: 小川浩 |

#### 2月23日
この日の試合はセントラル方式で行われた。
| #651 | 2008年2月23日 10:00 |                           |                                       |                             |                                                                |
| #651 | 2008年2月23日 10:00 | 東京ヴェルディ （9勝2敗） | 3 - 1 (25-19) (21-25) (25-18) (28-26) | 阪神デルフィーノ （2勝9敗） | 稲城市総合体育館 観客数: 250人 主審: 高野淳志 副審: 岡田真理子 |
| #651 | 2008年2月23日 10:00 |                           |                                       |                             | 稲城市総合体育館 観客数: 250人 主審: 高野淳志 副審: 岡田真理子 |

| #652 | 2008年2月23日 12:20 |                       |                               |                 |                                                              |
| #652 | 2008年2月23日 12:20 | トヨタ自動車 （11敗） | 0 - 3 (20-25) (11-25) (17-25) | FC東京 （11勝） | 稲城市総合体育館 観客数: 300人 主審: 明井寿枝 副審: 田中利昭 |
| #652 | 2008年2月23日 12:20 |                       |                               |                 | 稲城市総合体育館 観客数: 300人 主審: 明井寿枝 副審: 田中利昭 |

| #653 | 2008年2月23日 14:00 |                               |                                       |                   |                                                              |
| #653 | 2008年2月23日 14:00 | ジェイテクトSTINGS （6勝5敗） | 1 - 3 (25-23) (19-25) (23-25) (18-25) | 警視庁 （8勝3敗） | 稲城市総合体育館 観客数: 300人 主審: 澤達大 副審: 中野真知子 |
| #653 | 2008年2月23日 14:00 |                               |                                       |                   | 稲城市総合体育館 観客数: 300人 主審: 澤達大 副審: 中野真知子 |

| #654 | 2008年2月23日 16:25 |                   |                               |                                       |                                                        |
| #654 | 2008年2月23日 16:25 | 富士通 （4勝7敗） | 0 - 3 (23-25) (19-25) (27-29) | つくばユナイテッドSun GAIA （9勝2敗） | 稲城市総合体育館 観客数: 250人 主審: 石岡仁 副審: 森野 |
| #654 | 2008年2月23日 16:25 |                   |                               |                                       | 稲城市総合体育館 観客数: 250人 主審: 石岡仁 副審: 森野 |

#### 2月24日
この日の試合はセントラル方式で行われた。
| #655 | 2008年2月24日 10:00 |                               |                                       |                   |                                                              |
| #655 | 2008年2月24日 10:00 | ジェイテクトSTINGS （7勝5敗） | 3 - 1 (17-25) (25-21) (25-23) (25-22) | 富士通 （4勝8敗） | 稲城市総合体育館 観客数: 300人 主審: 田中利昭 副審: 古川浩幸 |
| #655 | 2008年2月24日 10:00 |                               |                                       |                   | 稲城市総合体育館 観客数: 300人 主審: 田中利昭 副審: 古川浩幸 |

| #656 | 2008年2月24日 12:20 |                   |                               |                                       |                                                            |
| #656 | 2008年2月24日 12:20 | 警視庁 （9勝3敗） | 3 - 0 (25-22) (25-17) (27-25) | つくばユナイテッドSun GAIA （9勝3敗） | 稲城市総合体育館 観客数: 390人 主審: 明井寿枝 副審: 石岡仁 |
| #656 | 2008年2月24日 12:20 |                   |                               |                                       | 稲城市総合体育館 観客数: 390人 主審: 明井寿枝 副審: 石岡仁 |

| #657 | 2008年2月24日 14:10 |                              |                               |                 |                                                              |
| #657 | 2008年2月24日 14:10 | 阪神デルフィーノ （2勝10敗） | 0 - 3 (14-25) (12-25) (19-25) | FC東京 （12勝） | 稲城市総合体育館 観客数: 400人 主審: 高野淳志 副審: 七澤公仁 |
| #657 | 2008年2月24日 14:10 |                              |                               |                 | 稲城市総合体育館 観客数: 400人 主審: 高野淳志 副審: 七澤公仁 |

| #658 | 2008年2月24日 16:00 |                            |                                       |                       |                                                          |
| #658 | 2008年2月24日 16:00 | 東京ヴェルディ （10勝2敗） | 3 - 1 (27-29) (25-18) (25-15) (25-18) | トヨタ自動車 （12敗） | 稲城市総合体育館 観客数: 250人 主審: 澤達大 副審: 中村中 |
| #658 | 2008年2月24日 16:00 |                            |                                       |                       | 稲城市総合体育館 観客数: 250人 主審: 澤達大 副審: 中村中 |

#### 3月1日
| #659 | 2008年3月1日 13:00 |                   |                                       |                            |                                                        |
| #659 | 2008年3月1日 13:00 | 富士通 （5勝8敗） | 3 - 1 (13-25) (25-23) (25-16) (27-25) | 東京ヴェルディ （10勝3敗） | 川崎市体育館 観客数: 350人 主審: 村中伸 副審: 新田浩幸 |
| #659 | 2008年3月1日 13:00 |                   |                                       |                            | 川崎市体育館 観客数: 350人 主審: 村中伸 副審: 新田浩幸 |

| #660 | 2008年3月1日 15:45 |                 |                               |                   |                                                        |
| #660 | 2008年3月1日 15:45 | FC東京 （13勝） | 3 - 0 (25-23) (25-20) (25-18) | 警視庁 （9勝4敗） | 川崎市体育館 観客数: 602人 主審: 澤達大 副審: 山川和寿 |
| #660 | 2008年3月1日 15:45 |                 |                               |                   | 川崎市体育館 観客数: 602人 主審: 澤達大 副審: 山川和寿 |

| #661 | 2008年3月1日 13:00 |                                 |                                               |                          |                                                          |
| #661 | 2008年3月1日 13:00 | 近畿クラブスフィーダ （2勝9敗） | 2 - 3 (21-25) (25-21) (25-23) (21-25) (15-17) | トヨタ自動車 （1勝12敗） | 新日鐵堺体育館 観客数: 420人 主審: 土佐和樹 副審: 建井敬 |
| #661 | 2008年3月1日 13:00 |                                 |                                               |                          | 新日鐵堺体育館 観客数: 420人 主審: 土佐和樹 副審: 建井敬 |

| #662 | 2008年3月1日 15:52 |                                   |                               |                              |                                                            |
| #662 | 2008年3月1日 15:52 | 大同特殊鋼レッドスター （4勝7敗） | 3 - 0 (25-21) (25-19) (25-18) | 阪神デルフィーノ （2勝11敗） | 新日鐵堺体育館 観客数: 250人 主審: 濱中昌志 副審: 吉岡奈々 |
| #662 | 2008年3月1日 15:52 |                                   |                               |                              | 新日鐵堺体育館 観客数: 250人 主審: 濱中昌志 副審: 吉岡奈々 |

#### 3月2日
| #663 | 2008年3月2日 12:00 |                 |                               |                            |                                                        |
| #663 | 2008年3月2日 12:00 | FC東京 （14勝） | 3 - 0 (25-20) (25-22) (25-18) | 東京ヴェルディ （10勝4敗） | 川崎市体育館 観客数: 535人 主審: 澤達大 副審: 新田浩幸 |
| #663 | 2008年3月2日 12:00 |                 |                               |                            | 川崎市体育館 観客数: 535人 主審: 澤達大 副審: 新田浩幸 |

| #664 | 2008年3月2日 14:10 |                   |                                              |                   |                                                        |
| #664 | 2008年3月2日 14:10 | 富士通 （6勝8敗） | 3 - 2 (25-18) (22-25) (25-19) (20-25) (15-9) | 警視庁 （9勝5敗） | 川崎市体育館 観客数: 677人 主審: 村中伸 副審: 山川和寿 |
| #664 | 2008年3月2日 14:10 |                   |                                              |                   | 川崎市体育館 観客数: 677人 主審: 村中伸 副審: 山川和寿 |

| #665 | 2008年3月2日 12:00 |                                   |                               |                          |                                                            |
| #665 | 2008年3月2日 12:00 | 大同特殊鋼レッドスター （5勝7敗） | 3 - 0 (25-13) (25-17) (25-22) | トヨタ自動車 （1勝13敗） | 新日鐵堺体育館 観客数: 320人 主審: 濱中昌志 副審: 佐伯昌昭 |
| #665 | 2008年3月2日 12:00 |                                   |                               |                          | 新日鐵堺体育館 観客数: 320人 主審: 濱中昌志 副審: 佐伯昌昭 |

| #666 | 2008年3月2日 14:00 |                              |                               |                                 |                                                            |
| #666 | 2008年3月2日 14:00 | 阪神デルフィーノ （2勝12敗） | 1 - 3 (25-21) (15-25) (21-25) | 近畿クラブスフィーダ （3勝9敗） | 新日鐵堺体育館 観客数: 380人 主審: 土佐和樹 副審: 濱田英典 |
| #666 | 2008年3月2日 14:00 |                              |                               |                                 | 新日鐵堺体育館 観客数: 380人 主審: 土佐和樹 副審: 濱田英典 |

#### 3月8日
この日の試合はセントラル方式で行われた。
| #667 | 2008年3月8日 10:00 |                          |                               |                               |                                                                |
| #667 | 2008年3月8日 10:00 | トヨタ自動車 （1勝14敗） | 1 - 3 (29-27) (14-25) (20-25) | ジェイテクトSTINGS （8勝5敗） | ジェイテクト体育館 観客数: 510人 主審: 中島俊昌 副審: 丹羽敏彰 |
| #667 | 2008年3月8日 10:00 |                          |                               |                               | ジェイテクト体育館 観客数: 510人 主審: 中島俊昌 副審: 丹羽敏彰 |

| #668 | 2008年3月8日 12:30 |                 |                               |                                  |                                                              |
| #668 | 2008年3月8日 12:30 | FC東京 （15勝） | 3 - 0 (25-17) (29-27) (25-14) | 近畿クラブスフィーダ （3勝10敗） | ジェイテクト体育館 観客数: 150人 主審: 柘植知則 副審: 舘健一 |
| #668 | 2008年3月8日 12:30 |                 |                               |                                  | ジェイテクト体育館 観客数: 150人 主審: 柘植知則 副審: 舘健一 |

| #669 | 2008年3月8日 14:30 |                                   |                                               |                            |                                                            |
| #669 | 2008年3月8日 14:30 | 大同特殊鋼レッドスター （6勝7敗） | 3 - 2 (28-26) (25-22) (19-25) (21-25) (19-17) | 東京ヴェルディ （10勝5敗） | ジェイテクト体育館 観客数: 200人 主審: 澤達大 副審: 岡谷仁 |
| #669 | 2008年3月8日 14:30 |                                   |                                               |                            | ジェイテクト体育館 観客数: 200人 主審: 澤達大 副審: 岡谷仁 |

| #670 | 2008年3月8日 17:30 |                                        |                                       |                              |                                                                |
| #670 | 2008年3月8日 17:30 | つくばユナイテッドSun GAIA （10勝3敗） | 3 - 1 (21-25) (25-18) (25-21) (25-20) | 阪神デルフィーノ （2勝13敗） | ジェイテクト体育館 観客数: 150人 主審: 大下孝 副審: 石川三津春 |
| #670 | 2008年3月8日 17:30 |                                        |                                       |                              | ジェイテクト体育館 観客数: 150人 主審: 大下孝 副審: 石川三津春 |

#### 3月9日
この日の試合はセントラル方式で行われた。
| #671 | 2008年3月9日 10:00 |                 |                       |                                        |                                                                |
| #671 | 2008年3月9日 10:00 | FC東京 （16勝） | 3 - 0 (25-21) (25-20) | つくばユナイテッドSun GAIA （10勝4敗） | ジェイテクト体育館 観客数: 180人 主審: 柘植知則 副審: 浅見靖人 |
| #671 | 2008年3月9日 10:00 |                 |                       |                                        | ジェイテクト体育館 観客数: 180人 主審: 柘植知則 副審: 浅見靖人 |

| #672 | 2008年3月9日 12:05 |                            |                               |                                  |                                                              |
| #672 | 2008年3月9日 12:05 | 東京ヴェルディ （11勝5敗） | 3 - 0 (25-14) (25-18) (25-16) | 近畿クラブスフィーダ （3勝11敗） | ジェイテクト体育館 観客数: 210人 主審: 戸川太輔 副審: 舘健一 |
| #672 | 2008年3月9日 12:05 |                            |                               |                                  | ジェイテクト体育館 観客数: 210人 主審: 戸川太輔 副審: 舘健一 |

| #673 | 2008年3月9日 14:00 |                          |                       |                              |                                                            |
| #673 | 2008年3月9日 14:00 | トヨタ自動車 （1勝15敗） | 0 - 3 (21-25) (18-25) | 阪神デルフィーノ （3勝13敗） | ジェイテクト体育館 観客数: 280人 主審: 澤達大 副審: 大下孝 |
| #673 | 2008年3月9日 14:00 |                          |                       |                              | ジェイテクト体育館 観客数: 280人 主審: 澤達大 副審: 大下孝 |

| #674 | 2008年3月9日 16:00 |                                   |                               |                               |                                                              |
| #674 | 2008年3月9日 16:00 | 大同特殊鋼レッドスター （6勝8敗） | 0 - 3 (19-25) (21-25) (20-25) | ジェイテクトSTINGS （9勝5敗） | ジェイテクト体育館 観客数: 490人 主審: 中島俊昌 副審: 岡谷仁 |
| #674 | 2008年3月9日 16:00 |                                   |                               |                               | ジェイテクト体育館 観客数: 490人 主審: 中島俊昌 副審: 岡谷仁 |

#### 3月15日
この日の試合はセントラル方式で行われた。
| #675 | 2008年3月15日 10:00 |                          |                               |                   |                                                                                  |
| #675 | 2008年3月15日 10:00 | トヨタ自動車 （1勝16敗） | 0 - 3 (15-25) (20-25) (18-25) | 富士通 （7勝8敗） | 島根県立浜山体育館（カミアリーナ） 観客数: 1,000人 主審: 大田修子 副審: 土江功次 |
| #675 | 2008年3月15日 10:00 |                          |                               |                   | 島根県立浜山体育館（カミアリーナ） 観客数: 1,000人 主審: 大田修子 副審: 土江功次 |

| #676 | 2008年3月15日 12:00 |                                   |                                              |                                        |                                                                                |
| #676 | 2008年3月15日 12:00 | 大同特殊鋼レッドスター （6勝9敗） | 2 - 3 (25-23) (20-25) (15-25) (34-32) (8-15) | つくばユナイテッドSun GAIA （11勝4敗） | 島根県立浜山体育館（カミアリーナ） 観客数: 1,000人 主審: 澤達大 副審: 諏訪部淳 |
| #676 | 2008年3月15日 12:00 |                                   |                                              |                                        | 島根県立浜山体育館（カミアリーナ） 観客数: 1,000人 主審: 澤達大 副審: 諏訪部淳 |

| #677 | 2008年3月15日 14:35 |                                |                               |                                  |                                                                                |
| #677 | 2008年3月15日 14:35 | ジェイテクトSTINGS （10勝5敗） | 3 - 0 (25-23) (25-21) (25-12) | 近畿クラブスフィーダ （3勝12敗） | 島根県立浜山体育館（カミアリーナ） 観客数: 900人 主審: 横山寿一 副審: 山中清江 |
| #677 | 2008年3月15日 14:35 |                                |                               |                                  | 島根県立浜山体育館（カミアリーナ） 観客数: 900人 主審: 横山寿一 副審: 山中清江 |

| #678 | 2008年3月15日 16:20 |                              |                                               |                    |                                                                              |
| #678 | 2008年3月15日 16:20 | 阪神デルフィーノ （3勝14敗） | 2 - 3 (20-25) (14-25) (25-12) (25-22) (14-16) | 警視庁 （10勝5敗） | 島根県立浜山体育館（カミアリーナ） 観客数: 500人 主審: 浅見靖人 副審: 小山剛 |
| #678 | 2008年3月15日 16:20 |                              |                                               |                    | 島根県立浜山体育館（カミアリーナ） 観客数: 500人 主審: 浅見靖人 副審: 小山剛 |

#### 3月16日
この日の試合はセントラル方式で行われた。
| #679 | 2008年3月16日 9:30 |                                |                                       |                                        |                                                          |
| #679 | 2008年3月16日 9:30 | ジェイテクトSTINGS （11勝5敗） | 3 - 1 (25-22) (25-18) (25-27) (25-23) | つくばユナイテッドSun GAIA （11勝5敗） | 島根県立体育館 観客数: 900人 主審: 澤達大 副審: 陶山利治 |
| #679 | 2008年3月16日 9:30 |                                |                                       |                                        | 島根県立体育館 観客数: 900人 主審: 澤達大 副審: 陶山利治 |

| #680 | 2008年3月16日 11:45 |                              |                                       |                   |                                                          |
| #680 | 2008年3月16日 11:45 | 阪神デルフィーノ （3勝15敗） | 1 - 3 (25-27) (20-25) (25-19) (18-25) | 富士通 （8勝8敗） | 島根県立体育館 観客数: 857人 主審: 浅見靖人 副審: 石田聡 |
| #680 | 2008年3月16日 11:45 |                              |                                       |                   | 島根県立体育館 観客数: 857人 主審: 浅見靖人 副審: 石田聡 |

| #681 | 2008年3月16日 14:00 |                    |                       |                          |                                                            |
| #681 | 2008年3月16日 14:00 | 警視庁 （11勝5敗） | 3 - 0 (25-18) (25-19) | トヨタ自動車 （1勝17敗） | 島根県立体育館 観客数: 850人 主審: 横山寿一 副審: 伊原満定 |
| #681 | 2008年3月16日 14:00 |                    |                       |                          | 島根県立体育館 観客数: 850人 主審: 横山寿一 副審: 伊原満定 |

| #682 | 2008年3月16日 15:35 |                                  |                                               |                                    |                                                            |
| #682 | 2008年3月16日 15:35 | 近畿クラブスフィーダ （4勝12敗） | 3 - 2 (15-25) (19-25) (25-17) (25-21) (15-10) | 大同特殊鋼レッドスター （6勝10敗） | 島根県立体育館 観客数: 600人 主審: 大田修子 副審: 幸松秀則 |
| #682 | 2008年3月16日 15:35 |                                  |                                               |                                    | 島根県立体育館 観客数: 600人 主審: 大田修子 副審: 幸松秀則 |

#### 3月22日
この日の試合はセントラル方式で行われた。
| #683 | 2008年3月22日 10:00 |                   |                                       |                 |                                                          |
| #683 | 2008年3月22日 10:00 | 富士通 （8勝9敗） | 1 - 3 (11-25) (20-25) (25-23) (15-25) | FC東京 （17勝） | つくばカピオ 観客数: 300人 主審: 高橋直也 副審: 吉原明秀 |
| #683 | 2008年3月22日 10:00 |                   |                                       |                 | つくばカピオ 観客数: 300人 主審: 高橋直也 副審: 吉原明秀 |

| #684 | 2008年3月22日 12:20 |                            |                               |                                |                                                          |
| #684 | 2008年3月22日 12:20 | 東京ヴェルディ （12勝5敗） | 3 - 0 (25-15) (28-26) (25-16) | ジェイテクトSTINGS （11勝6敗） | つくばカピオ 観客数: 300人 主審: 明井寿枝 副審: 神林清松 |
| #684 | 2008年3月22日 12:20 |                            |                               |                                | つくばカピオ 観客数: 300人 主審: 明井寿枝 副審: 神林清松 |

| #685 | 2008年3月22日 14:25 |                    |                       |                                    |                                                          |
| #685 | 2008年3月22日 14:25 | 警視庁 （12勝5敗） | 3 - 0 (25-22) (25-19) | 大同特殊鋼レッドスター （6勝11敗） | つくばカピオ 観客数: 300人 主審: 浅井唯由 副審: 笠倉雅弘 |
| #685 | 2008年3月22日 14:25 |                    |                       |                                    | つくばカピオ 観客数: 300人 主審: 浅井唯由 副審: 笠倉雅弘 |

| #686 | 2008年3月22日 16:27 |                                        |                               |                                  |                                                              |
| #686 | 2008年3月22日 16:27 | つくばユナイテッドSun GAIA （12勝5敗） | 3 - 1 (25-17) (24-26) (25-15) | 近畿クラブスフィーダ （4勝13敗） | つくばカピオ 観客数: 2,000人 主審: 高橋弘二 副審: 大和田昭幸 |
| #686 | 2008年3月22日 16:27 |                                        |                               |                                  | つくばカピオ 観客数: 2,000人 主審: 高橋弘二 副審: 大和田昭幸 |

#### 3月23日
この日の試合はセントラル方式で行われた。
| #687 | 2008年3月23日 10:00 |                                |                                       |                 |                                                          |
| #687 | 2008年3月23日 10:00 | ジェイテクトSTINGS （11勝7敗） | 1 - 3 (14-25) (25-19) (22-25) (19-25) | FC東京 （18勝） | つくばカピオ 観客数: 700人 主審: 浅井唯由 副審: 黒沢勝秀 |
| #687 | 2008年3月23日 10:00 |                                |                                       |                 | つくばカピオ 観客数: 700人 主審: 浅井唯由 副審: 黒沢勝秀 |

| #688 | 2008年3月23日 12:25 |                    |                               |                                  |                                                          |
| #688 | 2008年3月23日 12:25 | 警視庁 （13勝5敗） | 3 - 0 (25-21) (25-19) (25-18) | 近畿クラブスフィーダ （4勝14敗） | つくばカピオ 観客数: 500人 主審: 明井寿枝 副審: 笠倉雅弘 |
| #688 | 2008年3月23日 12:25 |                    |                               |                                  | つくばカピオ 観客数: 500人 主審: 明井寿枝 副審: 笠倉雅弘 |

| #689 | 2008年3月23日 14:25 |                   |                               |                                    |                                                            |
| #689 | 2008年3月23日 14:25 | 富士通 （9勝9敗） | 3 - 0 (25-16) (25-18) (25-19) | 大同特殊鋼レッドスター （6勝12敗） | つくばカピオ 観客数: 1,000人 主審: 高橋直也 副審: 吉原明秀 |
| #689 | 2008年3月23日 14:25 |                   |                               |                                    | つくばカピオ 観客数: 1,000人 主審: 高橋直也 副審: 吉原明秀 |

| #690 | 2008年3月23日 16:25 |                            |                               |                                        |                                                          |
| #690 | 2008年3月23日 16:25 | 東京ヴェルディ （12勝6敗） | 0 - 3 (23-25) (21-25) (20-25) | つくばユナイテッドSun GAIA （13勝5敗） | つくばカピオ 観客数: 2,100人 主審: 高橋弘二 副審: 松代寛 |
| #690 | 2008年3月23日 16:25 |                            |                               |                                        | つくばカピオ 観客数: 2,100人 主審: 高橋弘二 副審: 松代寛 |

### 最終順位
| 順位   | チーム名                   | 試合数 | 勝数 | 敗数 | 勝率  | セット率 | 備考                  |
| ------ | -------------------------- | ------ | ---- | ---- | ----- | -------- | --------------------- |
| 優勝   | FC東京                     | 18     | 18   | 0    | 1.000 |          | V・チャレンジマッチへ |
| 準優勝 | 警視庁                     | 18     | 13   | 5    | 0.722 | 1.909    | V・チャレンジマッチへ |
| 3      | つくばユナイテッドSun GAIA | 18     | 13   | 5    | 0.722 | 1.708    |                       |
| 4      | 東京ヴェルディ             | 18     | 12   | 6    | 0.667 |          |                       |
| 5      | ジェイテクトSTINGS         | 18     | 11   | 7    | 0.611 |          |                       |
| 6      | 富士通                     | 18     | 9    | 9    | 0.500 |          |                       |
| 7      | 大同特殊鋼レッドスター     | 18     | 6    | 12   | 0.333 |          |                       |
| 8      | 近畿クラブスフィーダ       | 18     | 4    | 14   | 0.222 |          |                       |
| 9      | 阪神デルフィーノ           | 18     | 3    | 15   | 0.167 |          |                       |
| 10     | トヨタ自動車               | 18     | 1    | 17   | 0.056 |          |                       |

### 個人賞
| No. | 賞名             | 受賞者   | 所属チーム         | 備考                |
| --- | ---------------- | -------- | ------------------ | ------------------- |
| 1   | 優勝監督賞       | 金澤正明 | FC東京             |                     |
| 2   | 最高殊勲選手賞   | 福田誉   | FC東京             |                     |
| 3   | 敢闘賞           | 松本幸博 | 警視庁             |                     |
| 4   | 最優秀新人賞     | 大木貴之 | つくばユナイテッド |                     |
| 5   | 得点王           | 若山智昭 | 大同特殊鋼         | 総得点=343点        |
| 6   | スパイク賞       | 石川健   | つくばユナイテッド | 決定率=59.5%        |
| 7   | ブロック賞       | 加賀龍哉 | FC東京             | 決定本数=1.16本/set |
| 8   | サーブ賞         | 上道映人 | トヨタ自動車       | 効果率=15.0%        |
| 9   | サーブレシーブ賞 | 赤木貴雄 | つくばユナイテッド | 成功率=80.6%        |

### 入れ替え

#### V・チャレンジマッチ

##### 4月12日
| #701 | 2008年4月12日 |                                |       |                                                |  |
| #701 | 2008年4月12日 | FC東京 （チャレンジリーグ1位） | 1 - 3 | 大分三好ヴァイセアドラー （プレミアリーグ8位） |  |
| #701 | 2008年4月12日 |                                |       |                                                |  |

| #702 | 2008年4月12日 |                                |       |                                         |  |
| #702 | 2008年4月12日 | 警視庁 （チャレンジリーグ2位） | 0 - 3 | NECブルーロケッツ （プレミアリーグ7位） |  |
| #702 | 2008年4月12日 |                                |       |                                         |  |

##### 4月13日
| #703 | 2008年4月13日 |                                |       |                                                |  |
| #703 | 2008年4月13日 | FC東京 （チャレンジリーグ1位） | 0 - 3 | 大分三好ヴァイセアドラー （プレミアリーグ8位） |  |
| #703 | 2008年4月13日 |                                |       |                                                |  |

| #704 | 2008年4月13日 |                                |       |                                         |  |
| #704 | 2008年4月13日 | 警視庁 （チャレンジリーグ2位） | 0 - 3 | NECブルーロケッツ （プレミアリーグ7位） |  |
| #704 | 2008年4月13日 |                                |       |                                         |  |

この結果、FC東京・警視庁のチャレンジリーグ残留が決定。

#### 地域リーグからの昇格
地域リーグからきんでん、東京トヨペットの2チームが来シーズンからのチャレンジリーグ昇格が決まった。

## 女子

### 参加チーム
| 前回順位 | チーム名                 | 備考               |
| -------- | ------------------------ | ------------------ |
| 1        | 三洋電機大阪             |                    |
| 2        | PFUブルーキャッツ        |                    |
| 3        | 上尾メディックス         |                    |
| 4        | 大野石油広島オイラーズ   |                    |
| 5        | 健祥会レッドハーツ       |                    |
| 6        | KUROBEアクアフェアリーズ |                    |
| 7        | 柏エンゼルクロス         |                    |
| -        | 四国Eighty 8 Queen       | 地域リーグから昇格 |

### レギュラーラウンド

#### 1月19日
| #801 | 2008年1月19日 13:00 |                          |                               |                          |                                                            |
| #801 | 2008年1月19日 13:00 | 柏エンゼルクロス （1敗） | 0 - 3 (12-25) (24-26) (23-25) | 上尾メディックス （1勝） | 柏市中央体育館 観客数: 750人 主審: 浅見靖人 副審: 鍋谷広高 |
| #801 | 2008年1月19日 13:00 |                          |                               |                          | 柏市中央体育館 観客数: 750人 主審: 浅見靖人 副審: 鍋谷広高 |

| #802 | 2008年1月19日 15:00 |                            |                                               |                                |                                                            |
| #802 | 2008年1月19日 15:00 | 健祥会レッドハーツ （1勝） | 3 - 2 (25-15) (25-21) (23-25) (25-27) (16-14) | 大野石油広島オイラーズ （1敗） | 柏市中央体育館 観客数: 350人 主審: 君塚優子 副審: 稲岡輝彦 |
| #802 | 2008年1月19日 15:00 |                            |                                               |                                | 柏市中央体育館 観客数: 350人 主審: 君塚優子 副審: 稲岡輝彦 |

| #803 | 2008年1月19日 13:00 |                           |                                       |                                  |                                                                    |
| #803 | 2008年1月19日 13:00 | PFUブルーキャッツ （1勝） | 3 - 1 (25-11) (22-25) (25-16) (25-18) | KUROBEアクアフェアリーズ （1敗） | 松任総合運動公園体育館 観客数: 862人 主審: 有乗正志 副審: 村井清彦 |
| #803 | 2008年1月19日 13:00 |                           |                                       |                                  | 松任総合運動公園体育館 観客数: 862人 主審: 有乗正志 副審: 村井清彦 |

| #804 | 2008年1月19日 15:10 |                      |                                              |                           |                                                                      |
| #804 | 2008年1月19日 15:10 | 三洋電機大阪 （1勝） | 3 - 2 (25-14) (22-25) (25-16) (18-25) (15-6) | 四国Eighy 8 Queen （1敗） | 松任総合運動公園体育館 観客数: 567人 主審: 荒井勇二 副審: 紙井ひとみ |
| #804 | 2008年1月19日 15:10 |                      |                                              |                           | 松任総合運動公園体育館 観客数: 567人 主審: 荒井勇二 副審: 紙井ひとみ |

#### 1月20日
| #805 | 2008年1月20日 12:00 |                                |                                               |                          |                                                      |
| #805 | 2008年1月20日 12:00 | 大野石油広島オイラーズ （2敗） | 2 - 3 (25-20) (23-25) (21-25) (25-21) (12-15) | 上尾メディックス （2勝） | 柏市中央体育館 観客数: 300人 主審: 坪誠 副審: 杉山哲 |
| #805 | 2008年1月20日 12:00 |                                |                                               |                          | 柏市中央体育館 観客数: 300人 主審: 坪誠 副審: 杉山哲 |

| #806 | 2008年1月20日 14:30 |                            |                               |                          |                                                            |
| #806 | 2008年1月20日 14:30 | 健祥会レッドハーツ （2勝） | 3 - 0 (25-20) (25-11) (25-16) | 柏エンゼルクロス （2敗） | 柏市中央体育館 観客数: 550人 主審: 浅見靖人 副審: 湯上準一 |
| #806 | 2008年1月20日 14:30 |                            |                               |                          | 柏市中央体育館 観客数: 550人 主審: 浅見靖人 副審: 湯上準一 |

| #807 | 2008年1月20日 12:00 |                                  |                               |                      |                                                                      |
| #807 | 2008年1月20日 12:00 | KUROBEアクアフェアリーズ （2敗） | 0 - 3 (21-25) (17-25) (23-25) | 三洋電機大阪 （2勝） | 松任総合運動公園体育館 観客数: 350人 主審: 荒井勇二 副審: 紙井ひとみ |
| #807 | 2008年1月20日 12:00 |                                  |                               |                      | 松任総合運動公園体育館 観客数: 350人 主審: 荒井勇二 副審: 紙井ひとみ |

| #808 | 2008年1月20日 14:00 |                           |                               |                           |                                                                    |
| #808 | 2008年1月20日 14:00 | PFUブルーキャッツ （2勝） | 3 - 0 (25-15) (25-19) (25-17) | 四国Eighy 8 Queen （2敗） | 松任総合運動公園体育館 観客数: 663人 主審: 有乗正志 副審: 村井清彦 |
| #808 | 2008年1月20日 14:00 |                           |                               |                           | 松任総合運動公園体育館 観客数: 663人 主審: 有乗正志 副審: 村井清彦 |

#### 1月26日
| #809 | 2008年1月26日 13:00 |                          |                               |                           |                                                            |
| #809 | 2008年1月26日 13:00 | 上尾メディックス （3勝） | 3 - 1 (25-17) (21-25) (25-23) | 四国Eighy 8 Queen （3敗） | 三郷市総合体育館 観客数: 150人 主審: 澤達大 副審: 小俣和範 |
| #809 | 2008年1月26日 13:00 |                          |                               |                           | 三郷市総合体育館 観客数: 150人 主審: 澤達大 副審: 小俣和範 |

| #810 | 2008年1月26日 15:15 |                                  |                                       |                            |                                                                |
| #810 | 2008年1月26日 15:15 | KUROBEアクアフェアリーズ （3敗） | 1 - 3 (18-25) (19-25) (26-24) (22-25) | 健祥会レッドハーツ （3勝） | 三郷市総合体育館 観客数: 120人 主審: 中里明啓 副審: 小野沢一宏 |
| #810 | 2008年1月26日 15:15 |                                  |                                       |                            | 三郷市総合体育館 観客数: 120人 主審: 中里明啓 副審: 小野沢一宏 |

| #811 | 2008年1月26日 13:00 |                                |                                       |                           |                                                            |
| #811 | 2008年1月26日 13:00 | 大野石油広島オイラーズ （3敗） | 1 - 3 (19-25) (25-21) (17-25) (14-25) | PFUブルーキャッツ （3勝） | 猫田記念体育館 観客数: 400人 主審: 濱中昌志 副審: 飯田一明 |
| #811 | 2008年1月26日 13:00 |                                |                                       |                           | 猫田記念体育館 観客数: 400人 主審: 濱中昌志 副審: 飯田一明 |

| #812 | 2008年1月26日 15:10 |                      |                              |                          |                                                            |
| #812 | 2008年1月26日 15:10 | 三洋電機大阪 （3勝） | 3 - 0 (25-9) (25-18) (25-15) | 柏エンゼルクロス （3敗） | 猫田記念体育館 観客数: 200人 主審: 横山寿一 副審: 荒谷和繁 |
| #812 | 2008年1月26日 15:10 |                      |                              |                          | 猫田記念体育館 観客数: 200人 主審: 横山寿一 副審: 荒谷和繁 |

#### 1月27日
| #813 | 2008年1月27日 12:0 |                           |                                       |                            |                                                              |
| #813 | 2008年1月27日 12:0 | 四国Eighy 8 Queen （4敗） | 1 - 3 (25-22) (17-25) (23-25) (20-25) | 健祥会レッドハーツ （4勝） | 三郷市総合体育館 観客数: 120人 主審: 浅井唯由 副審: 中里明啓 |
| #813 | 2008年1月27日 12:0 |                           |                                       |                            | 三郷市総合体育館 観客数: 120人 主審: 浅井唯由 副審: 中里明啓 |

| #814 | 2008年1月27日 14:10 |                          |                               |                                  |                                                              |
| #814 | 2008年1月27日 14:10 | 上尾メディックス （4勝） | 3 - 0 (25-21) (25-18) (25-17) | KUROBEアクアフェアリーズ （4敗） | 三郷市総合体育館 観客数: 140人 主審: 澤達大 副審: 小野沢一宏 |
| #814 | 2008年1月27日 14:10 |                          |                               |                                  | 三郷市総合体育館 観客数: 140人 主審: 澤達大 副審: 小野沢一宏 |

| #815 | 2008年1月27日 12:00 |                           |                               |                          |                                                            |
| #815 | 2008年1月27日 12:00 | PFUブルーキャッツ （4勝） | 3 - 0 (25-19) (25-15) (25-17) | 柏エンゼルクロス （4敗） | 猫田記念体育館 観客数: 200人 主審: 横山寿一 副審: 前川清隆 |
| #815 | 2008年1月27日 12:00 |                           |                               |                          | 猫田記念体育館 観客数: 200人 主審: 横山寿一 副審: 前川清隆 |

| #816 | 2008年1月27日 14:00 |                         |                               |                                   |                                                            |
| #816 | 2008年1月27日 14:00 | 三洋電機大阪 （3勝1敗） | 0 - 3 (17-25) (20-25) (22-25) | 大野石油広島オイラーズ （1勝3敗） | 猫田記念体育館 観客数: 450人 主審: 濱中昌志 副審: 沖川康隆 |
| #816 | 2008年1月27日 14:00 |                         |                               |                                   | 猫田記念体育館 観客数: 450人 主審: 濱中昌志 副審: 沖川康隆 |

#### 2月2日
この日の試合はセントラル方式で行われた。
| #817 | 2008年2月2日 17:15 |                          |                                       |                              |                                                            |
| #817 | 2008年2月2日 17:15 | 上尾メディックス （5勝） | 3 - 1 (26-24) (24-26) (25-21) (25-19) | PFUブルーキャッツ （4勝1敗） | 東京体育館 観客数: 1,100人 主審: 千代延靖夫 副審: 饗庭和恵 |
| #817 | 2008年2月2日 17:15 |                          |                                       |                              | 東京体育館 観客数: 1,100人 主審: 千代延靖夫 副審: 饗庭和恵 |

| #818 | 2008年2月2日 12:00 |                               |                                              |                         |                                                          |
| #818 | 2008年2月2日 12:00 | 健祥会レッドハーツ （4勝1敗） | 2 - 3 (25-22) (23-25) (25-16) (23-25) (8-15) | 三洋電機大阪 （4勝1敗） | 東京体育館 観客数: 1,120人 主審: 浅井唯由 副審: 及川千春 |
| #818 | 2008年2月2日 12:00 |                               |                                              |                         | 東京体育館 観客数: 1,120人 主審: 浅井唯由 副審: 及川千春 |

| #819 | 2008年2月2日 14:45 |                           |                               |                                   |                                                          |
| #819 | 2008年2月2日 14:45 | 四国Eighy 8 Queen （5敗） | 0 - 3 (20-25) (16-25) (24-26) | 大野石油広島オイラーズ （2勝3敗） | 東京体育館 観客数: 1,500人 主審: 佐々木功 副審: 小俣和範 |
| #819 | 2008年2月2日 14:45 |                           |                               |                                   | 東京体育館 観客数: 1,500人 主審: 佐々木功 副審: 小俣和範 |

| #820 | 2008年2月2日 17:00 |                          |                                               |                                     |                                                          |
| #820 | 2008年2月2日 17:00 | 柏エンゼルクロス （5敗） | 2 - 3 (25-23) (25-13) (19-25) (18-25) (13-15) | KUROBEアクアフェアリーズ （1勝4敗） | 東京体育館 観客数: 1,100人 主審: 中島俊昌 副審: 及川千春 |
| #820 | 2008年2月2日 17:00 |                          |                                               |                                     | 東京体育館 観客数: 1,100人 主審: 中島俊昌 副審: 及川千春 |

#### 2月3日
この日の試合はセントラル方式で行われた。
| #821 | 2008年2月3日 12:00 |                           |                                              |                             |                                                          |
| #821 | 2008年2月3日 12:00 | 四国Eighy 8 Queen （6敗） | 2 - 3 (25-16) (23-25) (25-21) (19-25) (9-15) | 柏エンゼルクロス （1勝5敗） | 東京体育館 観客数: 700人 主審: 千代延靖夫 副審: 新田浩幸 |
| #821 | 2008年2月3日 12:00 |                           |                                              |                             | 東京体育館 観客数: 700人 主審: 千代延靖夫 副審: 新田浩幸 |

| #822 | 2008年2月3日 12:00 |                                   |                               |                                     |                                                        |
| #822 | 2008年2月3日 12:00 | 大野石油広島オイラーズ （3勝3敗） | 3 - 0 (25-17) (25-15) (25-16) | KUROBEアクアフェアリーズ （1勝5敗） | 東京体育館 観客数: 700人 主審: 濱中昌志 副審: 及川千春 |
| #822 | 2008年2月3日 12:00 |                                   |                               |                                     | 東京体育館 観客数: 700人 主審: 濱中昌志 副審: 及川千春 |

| #823 | 2008年2月3日 14:30 |                              |                                              |                               |                                                        |
| #823 | 2008年2月3日 14:30 | PFUブルーキャッツ （5勝1敗） | 3 - 2 (22-25) (25-22) (25-20) (17-25) (15-8) | 健祥会レッドハーツ （4勝2敗） | 東京体育館 観客数: 1,100人 主審: 中里明啓 副審: 田中哲 |
| #823 | 2008年2月3日 14:30 |                              |                                              |                               | 東京体育館 観客数: 1,100人 主審: 中里明啓 副審: 田中哲 |

| #824 | 2008年2月3日 17:05 |                             |                                              |                         |                                                      |
| #824 | 2008年2月3日 17:05 | 上尾メディックス （5勝1敗） | 2 - 3 (15-25) (26-24) (19-25) (28-26) (9-15) | 三洋電機大阪 （5勝1敗） | 東京体育館 観客数: 900人 主審: 水間尚 副審: 及川千春 |
| #824 | 2008年2月3日 17:05 |                             |                                              |                         | 東京体育館 観客数: 900人 主審: 水間尚 副審: 及川千春 |

#### 2月9日
| #825 | 2008年2月9日 13:00 |                                     |                                       |                              |                                                                                        |
| #825 | 2008年2月9日 13:00 | KUROBEアクアフェアリーズ （1勝6敗） | 1 - 3 (25-22) (22-25) (23-25) (22-25) | 四国Eighy 8 Queen （1勝6敗） | 霧島市みやまの森運動公園（牧園アリーナ） 観客数: 1,500人 主審: 山本晋五 副審: 田代英明 |
| #825 | 2008年2月9日 13:00 |                                     |                                       |                              | 霧島市みやまの森運動公園（牧園アリーナ） 観客数: 1,500人 主審: 山本晋五 副審: 田代英明 |

| #826 | 2008年2月9日 15:15 |                              |                                       |                         |                                                                                        |
| #826 | 2008年2月9日 15:15 | PFUブルーキャッツ （6勝1敗） | 3 - 1 (13-25) (25-13) (25-19) (25-20) | 三洋電機大阪 （5勝2敗） | 霧島市みやまの森運動公園（牧園アリーナ） 観客数: 1,300人 主審: 美坂健太郎 副審: 東博志 |
| #826 | 2008年2月9日 15:15 |                              |                                       |                         | 霧島市みやまの森運動公園（牧園アリーナ） 観客数: 1,300人 主審: 美坂健太郎 副審: 東博志 |

| #827 | 2008年2月9日 13:00 |                             |                                               |                               |                                                                            |
| #827 | 2008年2月9日 13:00 | 上尾メディックス （5勝2敗） | 2 - 3 (29-27) (25-19) (19-25) (22-25) (12-15) | 健祥会レッドハーツ （5勝2敗） | 健祥会パートナー多目的ホール 観客数: 905人 主審: 千代延靖夫 副審: 牛田耕司 |
| #827 | 2008年2月9日 13:00 |                             |                                               |                               | 健祥会パートナー多目的ホール 観客数: 905人 主審: 千代延靖夫 副審: 牛田耕司 |

| #828 | 2008年2月9日 16:00 |                                   |                                       |                             |                                                                            |
| #828 | 2008年2月9日 16:00 | 大野石油広島オイラーズ （4勝3敗） | 3 - 1 (25-16) (20-25) (25-22) (25-19) | 柏エンゼルクロス （1勝6敗） | 健祥会パートナー多目的ホール 観客数: 905人 主審: 橋本賀津郎 副審: 安井良和 |
| #828 | 2008年2月9日 16:00 |                                   |                                       |                             | 健祥会パートナー多目的ホール 観客数: 905人 主審: 橋本賀津郎 副審: 安井良和 |

#### 2月10日
| #829 | 2008年2月10日 12:00 |                                     |                       |                              |                                                                    |
| #829 | 2008年2月10日 12:00 | KUROBEアクアフェアリーズ （1勝7敗） | 0 - 3 (22-25) (18-25) | PFUブルーキャッツ （7勝1敗） | 阿久根市総合体育館 観客数: 1,200人 主審: 山本晋五 副審: 美坂健太郎 |
| #829 | 2008年2月10日 12:00 |                                     |                       |                              | 阿久根市総合体育館 観客数: 1,200人 主審: 山本晋五 副審: 美坂健太郎 |

| #830 | 2008年2月10日 14:00 |                         |                                               |                              |                                                                |
| #830 | 2008年2月10日 14:00 | 三洋電機大阪 （6勝2敗） | 3 - 2 (18-25) (22-25) (25-20) (25-16) (15-11) | 四国Eighy 8 Queen （1勝7敗） | 阿久根市総合体育館 観客数: 1,000人 主審: 東博志 副審: 川崎里志 |
| #830 | 2008年2月10日 14:00 |                         |                                               |                              | 阿久根市総合体育館 観客数: 1,000人 主審: 東博志 副審: 川崎里志 |

| #831 | 2008年2月10日 11:00 |                             |                               |                             |                                                                            |
| #831 | 2008年2月10日 11:00 | 上尾メディックス （6勝2敗） | 3 - 0 (25-22) (25-13) (25-14) | 柏エンゼルクロス （1勝7敗） | 健祥会パートナー多目的ホール 観客数: 420人 主審: 安井良和 副審: 橋本賀津郎 |
| #831 | 2008年2月10日 11:00 |                             |                               |                             | 健祥会パートナー多目的ホール 観客数: 420人 主審: 安井良和 副審: 橋本賀津郎 |

| #832 | 2008年2月10日 13:00 |                               |                                       |                                   |                                                                              |
| #832 | 2008年2月10日 13:00 | 健祥会レッドハーツ （6勝2敗） | 3 - 1 (18-25) (25-14) (25-23) (25-20) | 大野石油広島オイラーズ （4勝4敗） | 健祥会パートナー多目的ホール 観客数: 1,068人 主審: 千代延靖夫 副審: 牛田耕司 |
| #832 | 2008年2月10日 13:00 |                               |                                       |                                   | 健祥会パートナー多目的ホール 観客数: 1,068人 主審: 千代延靖夫 副審: 牛田耕司 |

#### 2月23日
この日の試合はセントラル方式で行われた。
| #833 | 2008年2月23日 10:00 |                                   |                               |                             |                                                            |
| #833 | 2008年2月23日 10:00 | 大野石油広島オイラーズ （4勝5敗） | 0 - 3 (21-25) (20-25) (21-25) | 上尾メディックス （7勝2敗） | 上尾市民体育館 観客数: 360人 主審: 佐々木功 副審: 中里明啓 |
| #833 | 2008年2月23日 10:00 |                                   |                               |                             | 上尾市民体育館 観客数: 360人 主審: 佐々木功 副審: 中里明啓 |

| #834 | 2008年2月23日 12:00 |                             |                               |                               |                                                            |
| #834 | 2008年2月23日 12:00 | 柏エンゼルクロス （1勝8敗） | 0 - 3 (12-25) (17-25) (18-25) | 健祥会レッドハーツ （7勝2敗） | 上尾市民体育館 観客数: 240人 主審: 三見洋子 副審: 岩田博雄 |
| #834 | 2008年2月23日 12:00 |                             |                               |                               | 上尾市民体育館 観客数: 240人 主審: 三見洋子 副審: 岩田博雄 |

| #835 | 2008年2月23日 14:00 |                         |                                       |                                     |                                                              |
| #835 | 2008年2月23日 14:00 | 三洋電機大阪 （7勝2敗） | 3 - 1 (25-16) (25-17) (20-25) (26-24) | KUROBEアクアフェアリーズ （1勝8敗） | 上尾市民体育館 観客数: 240人 主審: 小野沢一宏 副審: 長島秀人 |
| #835 | 2008年2月23日 14:00 |                         |                                       |                                     | 上尾市民体育館 観客数: 240人 主審: 小野沢一宏 副審: 長島秀人 |

| #836 | 2008年2月23日 16:20 |                              |                               |                              |                                                            |
| #836 | 2008年2月23日 16:20 | PFUブルーキャッツ （8勝1敗） | 3 - 0 (25-22) (25-21) (25-16) | 四国Eighy 8 Queen （1勝8敗） | 上尾市民体育館 観客数: 200人 主審: 浅井唯由 副審: 牧口勇治 |
| #836 | 2008年2月23日 16:20 |                              |                               |                              | 上尾市民体育館 観客数: 200人 主審: 浅井唯由 副審: 牧口勇治 |

#### 2月24日
この日の試合はセントラル方式で行われた。
| #837 | 2008年2月24日 10:00 |                                     |                                               |                              |                                                            |
| #837 | 2008年2月24日 10:00 | KUROBEアクアフェアリーズ （1勝9敗） | 1 - 3 (19-25) (25-23) (23-25) (19-25) (15-15) | 四国Eighy 8 Queen （2勝8敗） | 上尾市民体育館 観客数: 150人 主審: 佐々木功 副審: 牧口勇治 |
| #837 | 2008年2月24日 10:00 |                                     |                                               |                              | 上尾市民体育館 観客数: 150人 主審: 佐々木功 副審: 牧口勇治 |

| #838 | 2008年2月24日 12:15 |                                   |                               |                             |                                                            |
| #838 | 2008年2月24日 12:15 | 大野石油広島オイラーズ （5勝5敗） | 3 - 0 (25-19) (26-24) (27-25) | 柏エンゼルクロス （1勝9敗） | 上尾市民体育館 観客数: 241人 主審: 中里明啓 副審: 長島秀人 |
| #838 | 2008年2月24日 12:15 |                                   |                               |                             | 上尾市民体育館 観客数: 241人 主審: 中里明啓 副審: 長島秀人 |

| #839 | 2008年2月24日 14:10 |                         |                                               |                              |                                                            |
| #839 | 2008年2月24日 14:10 | 三洋電機大阪 （8勝2敗） | 3 - 2 (25-22) (16-25) (20-25) (25-16) (15-13) | PFUブルーキャッツ （8勝2敗） | 上尾市民体育館 観客数: 300人 主審: 浅井唯由 副審: 岩田博雄 |
| #839 | 2008年2月24日 14:10 |                         |                                               |                              | 上尾市民体育館 観客数: 300人 主審: 浅井唯由 副審: 岩田博雄 |

| #840 | 2008年2月24日 16:45 |                             |                                               |                               |                                                              |
| #840 | 2008年2月24日 16:45 | 上尾メディックス （7勝3敗） | 2 - 3 (23-25) (25-23) (26-24) (23-25) (13-15) | 健祥会レッドハーツ （8勝2敗） | 上尾市民体育館 観客数: 540人 主審: 三見洋子 副審: 小野沢一宏 |
| #840 | 2008年2月24日 16:45 |                             |                                               |                               | 上尾市民体育館 観客数: 540人 主審: 三見洋子 副審: 小野沢一宏 |

#### 3月1日
| #841 | 2008年3月1日 13:00 |                                   |                                               |                              |                                                            |
| #841 | 2008年3月1日 13:00 | 大野石油広島オイラーズ （5勝6敗） | 2 - 3 (25-15) (25-23) (23-25) (18-25) (13-15) | PFUブルーキャッツ （9勝2敗） | 猫田記念体育館 観客数: 400人 主審: 浅見靖人 副審: 前川清隆 |
| #841 | 2008年3月1日 13:00 |                                   |                                               |                              | 猫田記念体育館 観客数: 400人 主審: 浅見靖人 副審: 前川清隆 |

| #842 | 2008年3月1日 15:30 |                         |                               |                              |                                                            |
| #842 | 2008年3月1日 15:30 | 三洋電機大阪 （9勝2敗） | 3 - 1 (25-20) (19-25) (25-22) | 柏エンゼルクロス （1勝10敗） | 猫田記念体育館 観客数: 200人 主審: 横山寿一 副審: 切田清子 |
| #842 | 2008年3月1日 15:30 |                         |                               |                              | 猫田記念体育館 観客数: 200人 主審: 横山寿一 副審: 切田清子 |

| #843 | 2008年3月1日 13:01 |                                      |                               |                               |                                                                    |
| #843 | 2008年3月1日 13:01 | KUROBEアクアフェアリーズ （1勝10敗） | 0 - 3 (24-26) (21-25) (19-25) | 健祥会レッドハーツ （9勝2敗） | 黒部市総合体育センター 観客数: 720人 主審: 高野淳志 副審: 新酒直幸 |
| #843 | 2008年3月1日 13:01 |                                      |                               |                               | 黒部市総合体育センター 観客数: 720人 主審: 高野淳志 副審: 新酒直幸 |

| #844 | 2008年3月1日 14:56 |                              |                                              |                             |                                                                    |
| #844 | 2008年3月1日 14:56 | 四国Eighy 8 Queen （2勝9敗） | 2 - 3 (25-23) (25-18) (20-25) (24-26) (8-15) | 上尾メディックス （8勝3敗） | 黒部市総合体育センター 観客数: 820人 主審: 五十里勘司 副審: 黒地忍 |
| #844 | 2008年3月1日 14:56 |                              |                                              |                             | 黒部市総合体育センター 観客数: 820人 主審: 五十里勘司 副審: 黒地忍 |

#### 3月2日
| #845 | 2008年3月2日 12:00 |                              |                               |                               |                                                            |
| #845 | 2008年3月2日 12:00 | 柏エンゼルクロス （1勝11敗） | 0 - 3 (18-25) (14-25) (23-25) | PFUブルーキャッツ （10勝2敗） | 猫田記念体育館 観客数: 150人 主審: 横山寿一 副審: 坂本哲也 |
| #845 | 2008年3月2日 12:00 |                              |                               |                               | 猫田記念体育館 観客数: 150人 主審: 横山寿一 副審: 坂本哲也 |

| #846 | 2008年3月2日 14:00 |                         |                                               |                                   |                                                            |
| #846 | 2008年3月2日 14:00 | 三洋電機大阪 （9勝3敗） | 2 - 3 (25-18) (19-25) (25-11) (23-25) (12-15) | 大野石油広島オイラーズ （6勝6敗） | 猫田記念体育館 観客数: 350人 主審: 浅見靖人 副審: 折出暁彦 |
| #846 | 2008年3月2日 14:00 |                         |                                               |                                   | 猫田記念体育館 観客数: 350人 主審: 浅見靖人 副審: 折出暁彦 |

| #847 | 2008年3月2日 12:00 |                               |                               |                                |                                                                      |
| #847 | 2008年3月2日 12:00 | 四国Eighy 8 Queen （2勝10敗） | 1 - 3 (31-29) (18-25) (19-25) | 健祥会レッドハーツ （10勝2敗） | 黒部市総合体育センター 観客数: 440人 主審: 五十里勘司 副審: 新酒直幸 |
| #847 | 2008年3月2日 12:00 |                               |                               |                                | 黒部市総合体育センター 観客数: 440人 主審: 五十里勘司 副審: 新酒直幸 |

| #848 | 2008年3月2日 14:30 |                                      |                                      |                             |                                                                    |
| #848 | 2008年3月2日 14:30 | KUROBEアクアフェアリーズ （1勝11敗） | 1 - 3 (25-23) (21-25) (17-25) (8-25) | 上尾メディックス （9勝3敗） | 黒部市総合体育センター 観客数: 1,040人 主審: 高野淳志 副審: 黒地忍 |
| #848 | 2008年3月2日 14:30 |                                      |                                      |                             | 黒部市総合体育センター 観客数: 1,040人 主審: 高野淳志 副審: 黒地忍 |

#### 3月8日
| #849 | 2008年3月8日 13:00 |                               |                       |                              |                                                                  |
| #849 | 2008年3月8日 13:00 | 四国Eighy 8 Queen （3勝10敗） | 3 - 0 (25-17) (25-18) | 柏エンゼルクロス （1勝12敗） | 観音寺市立総合体育館 観客数: 654人 主審: 浅井唯由 副審: 秋山秀樹 |
| #849 | 2008年3月8日 13:00 |                               |                       |                              | 観音寺市立総合体育館 観客数: 654人 主審: 浅井唯由 副審: 秋山秀樹 |

| #850 | 2008年3月8日 15:00 |                                      |                               |                                   |                                                              |
| #850 | 2008年3月8日 15:00 | KUROBEアクアフェアリーズ （1勝12敗） | 0 - 3 (11-25) (13-25) (18-25) | 大野石油広島オイラーズ （7勝6敗） | 観音寺市立総合体育館 観客数: 430人 主審: 藤田航 副審: 小川浩 |
| #850 | 2008年3月8日 15:00 |                                      |                               |                                   | 観音寺市立総合体育館 観客数: 430人 主審: 藤田航 副審: 小川浩 |

| #851 | 2008年3月8日 13:00 |                         |                                               |                                |                                                                |
| #851 | 2008年3月8日 13:00 | 三洋電機大阪 （9勝4敗） | 2 - 3 (25-18) (25-27) (31-33) (25-21) (12-15) | 健祥会レッドハーツ （11勝2敗） | 大東市立市民体育館 観客数: 650人 主審: 丸山道博 副審: 米澤領太 |
| #851 | 2008年3月8日 13:00 |                         |                                               |                                | 大東市立市民体育館 観客数: 650人 主審: 丸山道博 副審: 米澤領太 |

| #852 | 2008年3月8日 16:00 |                               |                                               |                              |                                                                |
| #852 | 2008年3月8日 16:00 | PFUブルーキャッツ （10勝3敗） | 2 - 3 (25-23) (24-26) (25-21) (23-25) (13-15) | 上尾メディックス （10勝3敗） | 大東市立市民体育館 観客数: 520人 主審: 大塚春夫 副審: 吉岡奈々 |
| #852 | 2008年3月8日 16:00 |                               |                                               |                              | 大東市立市民体育館 観客数: 520人 主審: 大塚春夫 副審: 吉岡奈々 |

#### 3月9日
| #853 | 2008年3月9日 12:00 |                                      |                                              |                              |                                                              |
| #853 | 2008年3月9日 12:00 | KUROBEアクアフェアリーズ （1勝13敗） | 2 - 3 (26-24) (17-25) (21-25) (25-23) (7-15) | 柏エンゼルクロス （2勝12敗） | 観音寺市立総合体育館 観客数: 823人 主審: 藤田航 副審: 小川浩 |
| #853 | 2008年3月9日 12:00 |                                      |                                              |                              | 観音寺市立総合体育館 観客数: 823人 主審: 藤田航 副審: 小川浩 |

| #854 | 2008年3月9日 14:45 |                                   |                                       |                               |                                                                    |
| #854 | 2008年3月9日 14:45 | 大野石油広島オイラーズ （8勝6敗） | 3 - 1 (25-21) (16-25) (25-23) (25-21) | 四国Eighy 8 Queen （3勝11敗） | 観音寺市立総合体育館 観客数: 1,052人 主審: 浅井唯由 副審: 秋山秀樹 |
| #854 | 2008年3月9日 14:45 |                                   |                                       |                               | 観音寺市立総合体育館 観客数: 1,052人 主審: 浅井唯由 副審: 秋山秀樹 |

| #855 | 2008年3月9日 12:00 |                               |                               |                                |                                                                |
| #855 | 2008年3月9日 12:00 | PFUブルーキャッツ （10勝4敗） | 0 - 3 (22-25) (17-25) (21-25) | 健祥会レッドハーツ （12勝2敗） | 大東市立市民体育館 観客数: 650人 主審: 大塚春夫 副審: 西中野健 |
| #855 | 2008年3月9日 12:00 |                               |                               |                                | 大東市立市民体育館 観客数: 650人 主審: 大塚春夫 副審: 西中野健 |

| #856 | 2008年3月9日 14:00 |                          |                               |                              |                                                                  |
| #856 | 2008年3月9日 14:00 | 三洋電機大阪 （10勝4敗） | 3 - 0 (25-20) (25-18) (25-20) | 上尾メディックス （10勝4敗） | 大東市立市民体育館 観客数: 1,200人 主審: 丸山道博 副審: 新道哲郎 |
| #856 | 2008年3月9日 14:00 |                          |                               |                              | 大東市立市民体育館 観客数: 1,200人 主審: 丸山道博 副審: 新道哲郎 |

### 最終順位
| 順位   | チーム名                 | 試合数 | 勝数 | 敗数 | 勝率  | セット率 | 備考                  |
| ------ | ------------------------ | ------ | ---- | ---- | ----- | -------- | --------------------- |
| 優勝   | 健祥会レッドハーツ       | 14     | 12   | 2    | 0.857 |          | V・チャレンジマッチへ |
| 準優勝 | PFUブルーキャッツ        | 14     | 10   | 4    | 0.714 | 1.842    | V・チャレンジマッチへ |
| 3      | 上尾メディックス         | 14     | 10   | 4    | 0.714 | 1.714    |                       |
| 4      | 三洋電機大阪             | 14     | 10   | 4    | 0.714 | 1.458    |                       |
| 5      | 大野石油広島オイラーズ   | 14     | 8    | 6    | 0.429 |          |                       |
| 6      | 四国Eighty 8 Queen       | 14     | 3    | 11   | 0.214 |          |                       |
| 7      | 柏エンゼルクロス         | 14     | 2    | 12   | 0.143 |          |                       |
| 8      | KUROBEアクアフェアリーズ | 14     | 1    | 13   | 0.071 |          |                       |

### 個人賞
| No. | 賞名             | 受賞者           | 所属チーム   | 備考                |
| --- | ---------------- | ---------------- | ------------ | ------------------- |
| 1   | 優勝監督賞       | 佐々木充         | 健祥会       |                     |
| 2   | 最高殊勲選手賞   | 谷口由美恵       | 健祥会       |                     |
| 3   | 敢闘賞           | 佐々木侑         | 三洋電機大阪 |                     |
| 4   | 最優秀新人賞     | 関舞             | 上尾         |                     |
| 5   | 得点王           | シダルカ・ヌネス | 上尾         | 総得点=409点        |
| 6   | スパイク賞       | シダルカ・ヌネス | 上尾         | 決定率=50.1%        |
| 7   | ブロック賞       | 村上菜央         | KUROBE       | 決定本数=0.83本/set |
| 8   | サーブ賞         | 河合真希         | PFU          | 効果率=17.5%        |
| 9   | サーブレシーブ賞 | 仁里奈那美       | 四国         | 成功率=74.2%        |

### 入れ替え

#### V・チャレンジマッチ

##### 4月12日
| #861 | 2008年4月12日 |                                            |       |                                           |  |
| #861 | 2008年4月12日 | 健祥会レッドハーツ （チャレンジリーグ1位） | 0 - 3 | 日立佐和リヴァーレ （プレミアリーグ10位） |  |
| #861 | 2008年4月12日 |                                            |       |                                           |  |

| #862 | 2008年4月12日 |                                           |       |                                      |  |
| #862 | 2008年4月12日 | PFUブルーキャッツ （チャレンジリーグ2位） | 0 - 3 | 武富士バンブー （プレミアリーグ9位） |  |
| #862 | 2008年4月12日 |                                           |       |                                      |  |

##### 4月13日
| #863 | 2008年4月13日 |                                            |       |                                           |  |
| #863 | 2008年4月13日 | 健祥会レッドハーツ （チャレンジリーグ1位） | 0 - 3 | 日立佐和リヴァーレ （プレミアリーグ10位） |  |
| #863 | 2008年4月13日 |                                            |       |                                           |  |

| #864 | 2008年4月13日 |                                           |       |                                      |  |
| #864 | 2008年4月13日 | PFUブルーキャッツ （チャレンジリーグ2位） | 0 - 3 | 武富士バンブー （プレミアリーグ9位） |  |
| #864 | 2008年4月13日 |                                           |       |                                      |  |

この結果、健祥会レッドハーツ・PFUブルーキャッツのチャレンジリーグ残留が決定。

#### 地域リーグからの昇格
地域リーグ優勝のフォレストリーヴズ熊本、準優勝のGSSサンビームズの2チームが来シーズンからのチャレンジリーグ昇格が決まった。